# Quilmes Atlético Club
Il Quilmes Atlético Club è una società calcistica con sede a Quilmes, in Argentina. Fondato il 27 novembre 1887, è la squadra di calcio più antica dell'Argentina. Milita in Primera B Nacional, la seconda serie del campionato argentino di calcio.

## Storia

### Origini britanniche
Le origini del club risalgono al 1880, quando il Quilmes and Polo Club fu fondato da immigrati britannici. Nel 1887 il club cambiò denominazione in Quilmes Rovers Athletic Club: la sua squadra di calcio era composta interamente da immigrati britannici. Successivamente cambiò ancora denominazione in Quilmes Cricket Club nel 1897, assumendo la denominazione attuale di Quilmes Athletic Club nel 1900, quando il club si affiliò alla Federcalcio argentina.

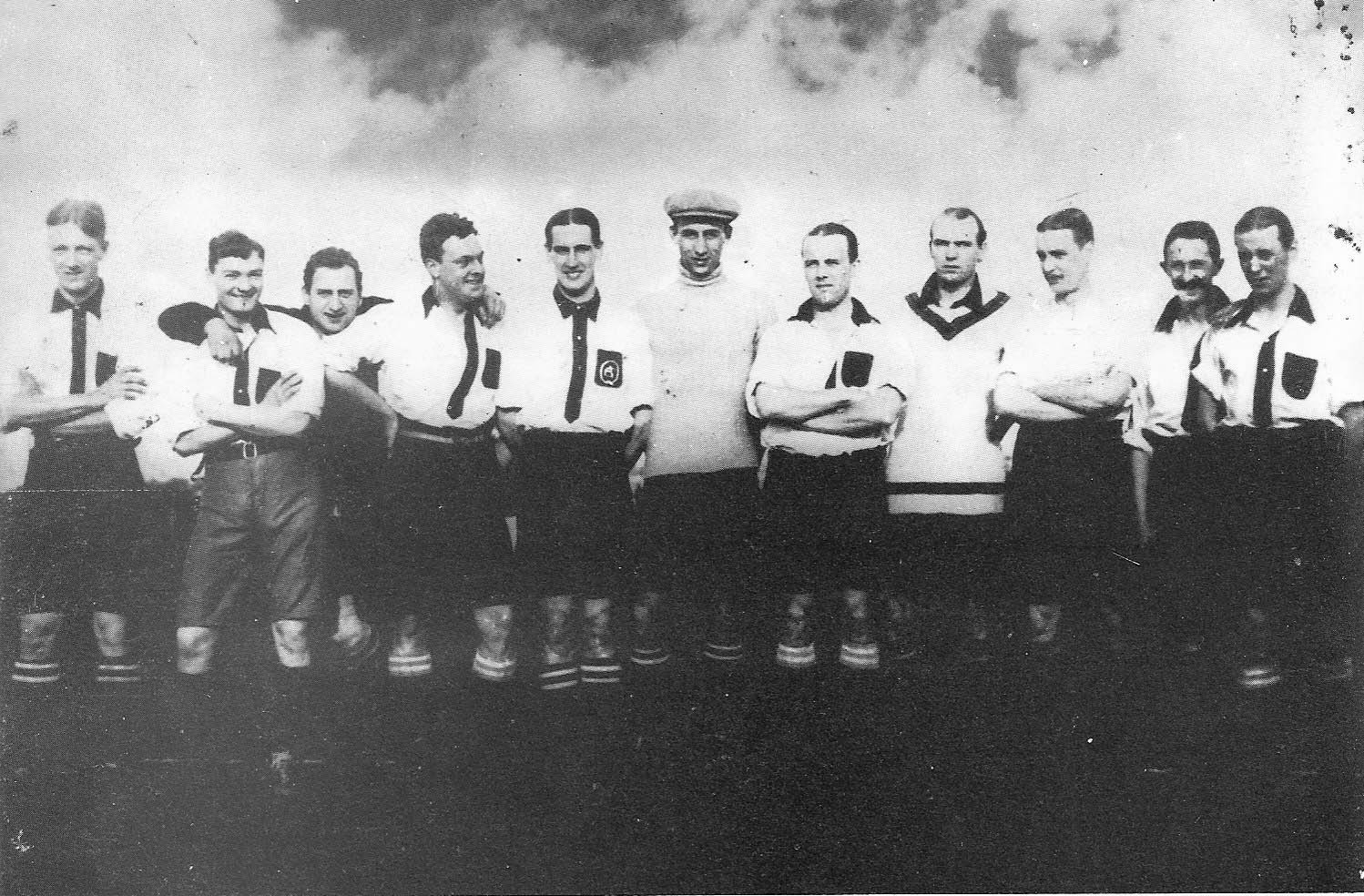
Formazione del Quilmes che nel 1912 vinse il suo primo titolo nazionale.

Quando il Quilmes fu fondato, l'unico club esistente a Quilmes era il Quilmes Lawn Tennis Club. Guillermo Morgan fu nominato primo presidente della squadra. Nei suoi primi anni, il Quilmes non ammetteva membri non britannici. Il club rappresentava l'enorme comunità britannica che lavorava nella ferrovia Buenos Aires Great Southern Railway. Nei suoi primi anni, il principale sport praticato a Quilmes era il cricket, e i colori del club erano il cremisi e il blu.
Nel marzo 1898 il Quilmes Cricket Club aprì la sezione calcio. Nel 1901 il club cambiò anche i suoi colori sociali, adottando quelli della nazionale inglese, ovvero maglia bianca con colletto e pantaloncini blu. All'inizio del XX secolo il club cominciò ad ammettere al suo interno membri argentini, seguendo l'esempio dell'altro club cittadino, l'Argentino de Quilmes, che era stato fondato come reazione al fatto che solo i britannici potevano essere ammessi come membri. A differenza del Quilmes CC, Argentino era aperto ad ammettere membri argentini.

### I primi successi in età amatoriale
Il Quilmes fu la prima squadra (tra quelle tuttora in attività) ad affrontare il leggendario Alumni Athletic Club, nel 1901. L'Alumni sconfisse il Quilmes 1-0 e 3-1, mantenendo la sua supremazia fino al 1906 quando il Quilmes ottenne la sua prima vittoria, battendo l'Alumni 4-2.
Nel 1912 il Quilmes vinse il campionato di Primera División. La squadra era composta da molti giocatori britannici che avevano militato in passato nel leggendario Alumni. Durante l'era professionistica, il Quilmes fu retrocesso (insieme con i Argentinos Juniors) in seconda divisione.

### Titoli professionistici

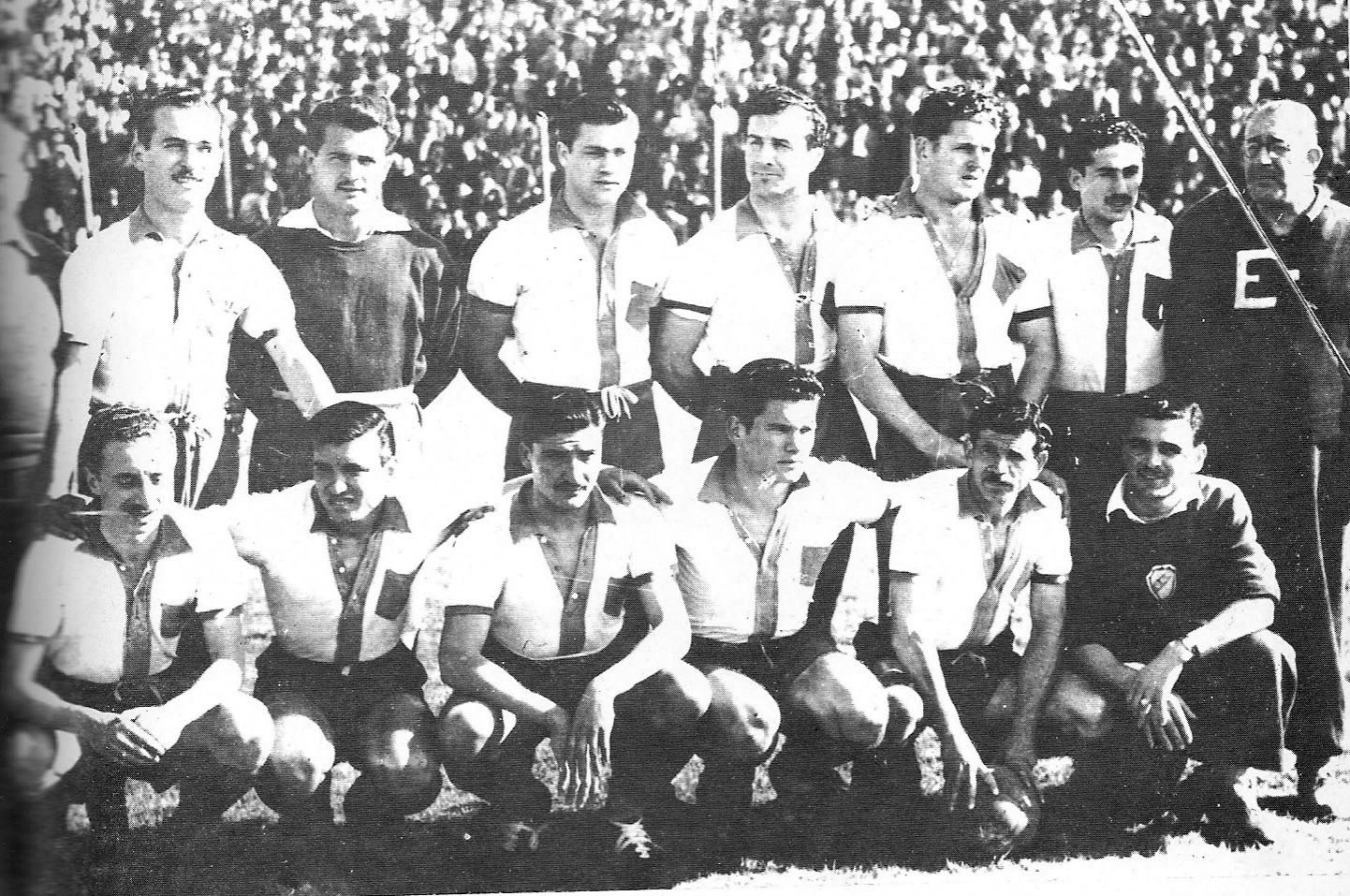
Il Quilmes AC nel 1949, anno in cui vinse la Primera B.

La squadra militò in Primera B fino al 1949 quando vinse il campionato venendo promosso in Primera. Il Quilmes terminò la stagione con il miglior attacco del torneo (118 gol fatti). Nel 1959 il club cambiò di nuovo denominazione nell'attuale Quilmes Atlético Club traducendo la denominazione inglese in spagnolo.
Dopo una nuova retrocessione nel 1951, il Quilmes vinse di nuovo il campionato cadetto ritornando così in Primera, dopo che la federcalcio argentina condannò il Newell's Old Boys (primo sul campo) per illecito sportivo, accusandolo di aver pagato il Excursionistas affinché sconfiggessero il Quilmes. Come risultato della condanna per illecito del Newell, il titolo di campione cadetto fu assegnato a tavolino al Quilmes (2° sul campo dietro il Newell's) che venne dunque promosso in Primera al posto della squadra di Rosario.
Il Quilmes riuscì a rimanere una sola stagione in massima serie, retrocedendo di nuovo nel 1962 e ritornando in Primera tre anni dopo, insieme al campione cadetto Colón de Santa Fe. Il club venne retrocesso di nuovo nel 1970, ma, cinque anni dopo, vinse il campionato di Primera B, venendo promossa insieme al San Telmo. Sono questi gli anni in cui dalla primavera del club vengono sfornati diversi talenti che si affermeranno ad alti livelli negli anni successivi, come Ubaldo Fillol e Daniel Bertoni, entrambi campioni del mondo con la nazionale argentina nel 1978.
Nel 1978 il Quilmes vinse il Torneo Metropolitano. Quella squadra, allenata da José Yudica, aveva giocatori di talento quali Jorge Gáspari, Horacio Milozzi, top-scorer Luis Andreuchi e Omar "El Indio" Gómez, considerato il più grande giocatore della storia del club. L'anno successivo il Quilmes disputò la Coppa Libertadores 1979 ma non riuscì a qualificarsi al secondo turno venendo precocemente eliminato.

### Il declino
Nel 1980 il Quilmes venne retrocesso in Primera B, ritornando in Primera l'anno dopo, terminando il campionato cadetto al secondo posto insieme ai campioni cadetti del Nueva Chicago. Il Quilmes venne rinforzato e sfiorò la vittoria del Torneo Nacional 1981 raggiungendo la finale dove però la squadra fu battuta dal Ferro Carril Oeste. Nella stagione successiva il Quilmes non riuscì a ripetersi, anzi al termine della stagione fu retrocesso di nuovo in cadetteria. Nel 1986, per una ristrutturazione dei tornei, venne istituita una nuova divisione, la "Primera B Nacional". Il Quilmes non riuscì a qualificarsi al nuovo campionati, per cui rimase nella Primera B, declassata dalla riforma a terzo livello del calcio argentino.
Nel 1987 il Quilmes vinse la Primera B Metropolitana 1986-87, conquistando la promozione in National B. In quell'anno cominciò la costruzione del nuovo stadio. Nel 1991 il Quilmes ritornò in Primera División dopo 10 anni nelle serie minori, battendo il Club Almirante Brown 1-0. La squadra rimase solo una stagione in Primera, ritornando immediatamente in Nacional B.
Nel 1995 il Quilmes inaugurò il suo nuovo stadio, intitolato "Estadio Centenario Dr. José Luis Meiszner", disputando un'amichevole contro il Club Nacional de Football. Nelle stagioni successive, il Quilmes sfiorò più volte la promozione senza mai però raggiungerla, perdendo ai playoff contro Huracán, Los Andes, e Banfield. Inoltre, il Quilmes perse altre due opportunità di ritornare in massima serie venendo sconfitto in entrambe occasioni dal Belgrano.

### Negli ultimi anni
Il Quilmes raggiunse finalmente la tanto attesa promozione in Primera nella stagione 2002-03, battendo l'Argentinos Juniors 1-0 e 0-0.
Dopo due buoni campionati di primera, il Quilmes riuscì addirittura a qualificarsi alla Coppa Libertadores 2005. La squadra riuscì a superare il primo turno ma finì per essere successivamente eliminata. Il Quilmes venne successivamente retrocesso in Nacional B, ma ritornò in massima serie nella stagione 2009-10 insieme a Olimpo e All Boys. Solo un anno dopo il Quilmes precipitò in cadetteria.
Nel giugno 2012 il Quilmes ritornò in Primera División, grazie al 2º posto in Primera B Nacional. I Cervecero sconfissero il Guillermo Brown de Puerto Madryn 2-0 all'ultima giornata totalizzando 72 punti, venendo di conseguenza promossi insieme al River Plate campione cadetto.

## Colori e simbolo
| Manica sinistra · Manica sinistra · Maglietta · Maglietta · Manica destra · Manica destra · Pantaloncini · Calzettoni |
| Calcio 1887-1901 |

| Manica sinistra · Manica sinistra · Maglietta · Maglietta · Manica destra · Manica destra · Pantaloncini · Calzettoni |
| Calcio 1901-oggi |

| Manica sinistra · Maglietta · Maglietta · Manica destra · Pantaloncini · Calzettoni |
| Hockey su prato                                                                     |

## Rivalità
Lo storico rivale del Quilmes è l'altro club cittadino, l'Argentino de Quilmes. Le due squadre danno vita alla stracittadina nota come clásico quilmeño che tuttavia manca dagli incontri ufficiali dal 1981. Altri due storici rivali del Cervecero sono le due principali società del sud della Gran Buenos Aires, ovvero sia il Banfield ed il Lanús.

## Rosa 2016
| N. |                      | Ruolo | Calciatore          |
| -- | -------------------- | ----- | ------------------- |
| 1  | Argentina (bandiera) | P     | Walter Benítez      |
| 2  | Argentina (bandiera) | D     | Mariano Uglessich   |
| 3  | Paraguay (bandiera)  | D     | Gustavo Noguera     |
| 4  | Argentina (bandiera) | D     | Maximiliano Paredes |
| 5  | Argentina (bandiera) | C     | Lucas Pérez Godoy   |
| 6  | Argentina (bandiera) | D     | Lucas Suárez        |
| 7  | Argentina (bandiera) | A     | Braian Mansilla     |
| 8  | Argentina (bandiera) | C     | Adrián Calello      |
| 9  | Argentina (bandiera) | A     | Ezequiel Rescaldani |
| 10 | Argentina (bandiera) | C     | Fernando Elizari    |
| 11 | Argentina (bandiera) | C     | Gerardo Arce        |
| 12 | Argentina (bandiera) | P     | Marcos Ledesma      |
| 14 | Argentina (bandiera) | C     | Gastón Bottino      |
| 15 | Argentina (bandiera) | D     | Emanuel Morales     |
| 16 | Argentina (bandiera) | A     | Sergio Hipperdinger |
| 17 | Argentina (bandiera) | C     | Sebastián Romero    |
| 18 | Argentina (bandiera) | C     | Rodrigo Braña       |

| N. |                      | Ruolo | Calciatore          |
| -- | -------------------- | ----- | ------------------- |
| 20 | Argentina (bandiera) | A     | Ignacio Colombini   |
| 21 | Argentina (bandiera) | A     | Federico Andrada    |
| 22 | Argentina (bandiera) | D     | Juan Celaya         |
| 23 | Uruguay (bandiera)   | D     | Damián Malrechauffe |
| 24 | Argentina (bandiera) | C     | Daniel Imperiale    |
| 25 | Argentina (bandiera) | P     | Silvio Dulcich      |
| 26 | Argentina (bandiera) | C     | Matías Orihuela     |
| 27 | Argentina (bandiera) | D     | Leonel Bontempo     |
| 28 | Argentina (bandiera) | A     | Leonel Demelchori   |
| 29 | Argentina (bandiera) | C     | Matías Morales      |
| 30 | Argentina (bandiera) | A     | Sebastián Ereros    |
| 32 | Argentina (bandiera) | A     | Francisco Ilarregui |
| 33 | Argentina (bandiera) | A     | Mariano Pavone      |
| 37 | Argentina (bandiera) | A     | Jonathan Torres     |
| 38 | Argentina (bandiera) | D     | Carlos Matheu       |
| 39 | Argentina (bandiera) | D     | Iván Erquiaga       |

## Rosa 2013-2014
| N. |                      | Ruolo | Calciatore                         |
| -- | -------------------- | ----- | ---------------------------------- |
| 1  | Argentina (bandiera) | P     | Emanuel Trípodi                    |
| 12 | Argentina (bandiera) | P     | Hernan Galindez                    |
| 25 | Argentina (bandiera) | P     | Maximiliano Castaño                |
|    | Argentina (bandiera) | P     | Fabián Assmann                     |
|    | Argentina (bandiera) | P     | Diego Morales                      |
|    | Argentina (bandiera) | D     | Luciano Abecasis                   |
| 2  | Argentina (bandiera) | D     | Martín Quíles                      |
| 3  | Argentina (bandiera) | D     | Ariel Broggi                       |
| 4  | Argentina (bandiera) | D     | Nahuel Roselli                     |
| 5  | Argentina (bandiera) | D     | Leandro Gioda                      |
| 6  | Argentina (bandiera) | D     | Fabricio Fontanini                 |
| 13 | Argentina (bandiera) | D     | Pablo Mattos                       |
| 14 | Uruguay (bandiera)   | D     | Sebastián Martínez                 |
| 17 | Argentina (bandiera) | D     | Facundo Gómez                      |
| 24 | Argentina (bandiera) | D     | Cristian Leyes                     |
| 32 | Argentina (bandiera) | D     | Claudio Corvalán                   |
| 33 | Argentina (bandiera) | D     | Matías Di Gregorio                 |
|    | Argentina (bandiera) | D     | Nicolás Agorreca                   |
|    | Argentina (bandiera) | D     | Hernán Grana in prestito dal Lanús |
| 8  | Argentina (bandiera) | C     | Leandro Coronel                    |
| 10 | Argentina (bandiera) | C     | Santiago Raymonda                  |
| 11 | Argentina (bandiera) | C     | Gervasio Núñez                     |

| N. |                      | Ruolo | Calciatore            |
| -- | -------------------- | ----- | --------------------- |
| 18 | Argentina (bandiera) | C     | Francisco Cerro       |
| 20 | Argentina (bandiera) | C     | Matías Morales        |
| 21 | Uruguay (bandiera)   | C     | Óscar Javier Morales  |
| 22 | Argentina (bandiera) | C     | Miguel López          |
| 23 | Argentina (bandiera) | C     | Enzo Kalinski         |
| 26 | Argentina (bandiera) | C     | Pablo Garnier         |
| 27 | Argentina (bandiera) | C     | Arnaldo González      |
| 36 | Argentina (bandiera) | C     | Miguel Caneo          |
|    | Uruguay (bandiera)   | C     | Pablo Lima            |
|    | Argentina (bandiera) | C     | Diego Buonanotte      |
|    | Argentina (bandiera) | C     | Adrián Calello        |
|    | Argentina (bandiera) | C     | Cristian Chávez       |
|    | Argentina (bandiera) | C     | Rodrigo Braña         |
|    | Argentina (bandiera) | A     | Rubén Ramírez         |
| 9  | Argentina (bandiera) | A     | Juan José Morales     |
| 19 | Argentina (bandiera) | A     | Cristian Nuñez        |
| 28 | Argentina (bandiera) | A     | Bernardo Romeo        |
| 29 | Argentina (bandiera) | A     | Enrique Narvay        |
| 30 | Argentina (bandiera) | A     | Damián Gómez          |
| 34 | Argentina (bandiera) | A     | Diego Cielos          |
|    | Argentina (bandiera) | A     | Pablo Osvaldo Vázquez |

## Palmarès

### Calcio

#### Competizioni nazionali
- Campionato argentino: 2

1912, Metropolitano 1978
- Copa de Honor Municipalidad de Buenos Aires: 1

1908
- Primera B Nacional: 5

1949, 1961, 1975, 1986-1987, 1990-1991

### Altri piazzamenti
- Campionato argentino:

Secondo posto: Metropolitano 1982
Terzo posto: 1893, 1901, 1902, 1909
- Primera B Nacional:

Secondo posto: 2002-2003, 2009-2010, 2011-2012
Terzo posto: 1989-1990
- Copa San Martín de Tours:

Finalista: 1969

### Hockey su prato

#### Femminile
- Metropolitano Primera División: 17

1925, 1926, 1927, 1928, 1929, 1930, 1931, 1932, 1952, 1954, 1955, 1956, 1957, 1958, 1960, 1961, 1964

#### Maschile
- Metropolitano Primera División: 16

1922, 1923, 1924, 1937, 1938, 1939, 1940, 1942, 1944, 1980, 1995, 1996, 2001, 2005, 2007, 2008

## Giocatori celebri
- Hugo Lacava
- Ubaldo Fillol
- Daniel Bertoni